# Joan Baptista Bellsolell i Vilella
Joan Baptista Bellsolell i Vilella (Mataró, Maresme, 1919 - 27 d'abril de 2008) va ser un director i productor de cinema català.

## Biografia
Als disset anys es va incorporar a l'Exèrcit Popular de la Republica durant la Guerra Civil espanyola. Es va exiliar a França on va ser internat al camp de Sètfonts. En sortir es va instal·lar a Montpeller on va cursar la carrera de Filosofia i lletres (1940-1942). A París va conèixer el líder socialista Josep Pallach, amb el qual va intentar reorganitzar la resistència antifranquista a Barcelona (1942-1949) i foren editors d'Endavant, la revista del Moviment Socialista de Catalunya a l'exterior.
Fou corresponsal de diversos diaris hispanoamericans. Va estudiar a l'Institut de filmologie amb Georges Sadoul i Gilbert Cohen-Séat, on va conèixer María Casares i altres persones que el van introduir en el món de cinema.
Va treballar al Centre Europeu de l'Empresa Pública a Brussel·les que a través de l'Oficina Cinematogràfica Europea promovia la defensa del cinema europeu. El seu primer documental, Jeunesse européenne (1952), el va donar a conèixer, treballant també per a la televisió. Va fer de coproductor amb Caroni Films al llargmetratge documental veneçolà Araya (Margot Benacerraf, 1959), premi FIPRESCI al 12è Festival Internacional de Cinema de Canes. Després va rodar el documental Ils on tué Jaurès (1961-1963), on relata l'assassinat el 1914 del líder socialista Jean Jaurès. A partir del 1963 va treballar al film Les Deux Geants (1917-1963), sobre la història paral·lela dels EUA i l'URSS, escrit a partir dels llibres de Louis Aragon i André Maurois. Amb Henri Charrière va escriure el guió i va participar en la producció de Popsy Pop.
Va intentar fundar l'empresa Andorra Produccions (1968) i dur a terme projectes de guió amb Salvador Dalí com el dels Fets de Prats de Molló. La seva pel·lícula més coneguda és el llargmetratge El món de Pau Casals. Cent anys d’història de Catalunya. Altres pel·lícules seves són Vienne (1952), La Flamme de la brique (1955), Images romanes (1956), Votre vie en dépend (1958), Proximité lointane (1959).